# Тихоненко Дмитро Григорович
Тихоненко Дмитро Григорович (нар. 29 жовтня 1937 — пом. 29 січня 2019) — науковець і педагог-ґрунтознавець, дослідник, доктор сільськогосподарських наук, академік Української екологічної академії наук, академік Міжнародної академії наук екології та безпеки життєдіяльності, професор кафедри ґрунтознавства Харківського національного аграрного університету ім. В. В. Докучаєва.

## Біографія
Дмитро Григорович народився 29 жовтня 1937 року у с. Левківка Ізюмського району Харківської області.
У 1955 році ступив до Харківського сільськогосподарського інституту ім. В. В. Докучаєва.
У 1960 році закінчив факультет агрохімії і ґрунтознавства Харківського сільськогосподарського інституту ім. В. В. Докучаєва.
У 1969 році захистив кандидатську дисертацію «Особенности развития почвенного покрова боровой террасы Северский Донец».
У 1972 по 1996 роки декан факультету агрохімії і ґрунтознавства Харківського сільськогосподарського інституту ім. В. В. Докучаєва.
У 1983 році захистив докторську дисертацію «Эволюция, систематика и использование легких почв юго-запада Русской равнины».
З 1985 по 1991 роки експерт ВАК СРСР.
З 1996 по 2007 роки проректор з навчальної роботи, а у 2007 виконував обов'язки ректора Харківського національного аграрного університету ім. В. В. Докучаєва.
Указом президента України № 136/2018 від 19 травня 2018 року Дмитро Григорович відзначений державною стипендією для видатних діячів науки, освіти, культури і мистецтва, охорони здоров'я, фізичної культури і спорту та інформаційної сфери.

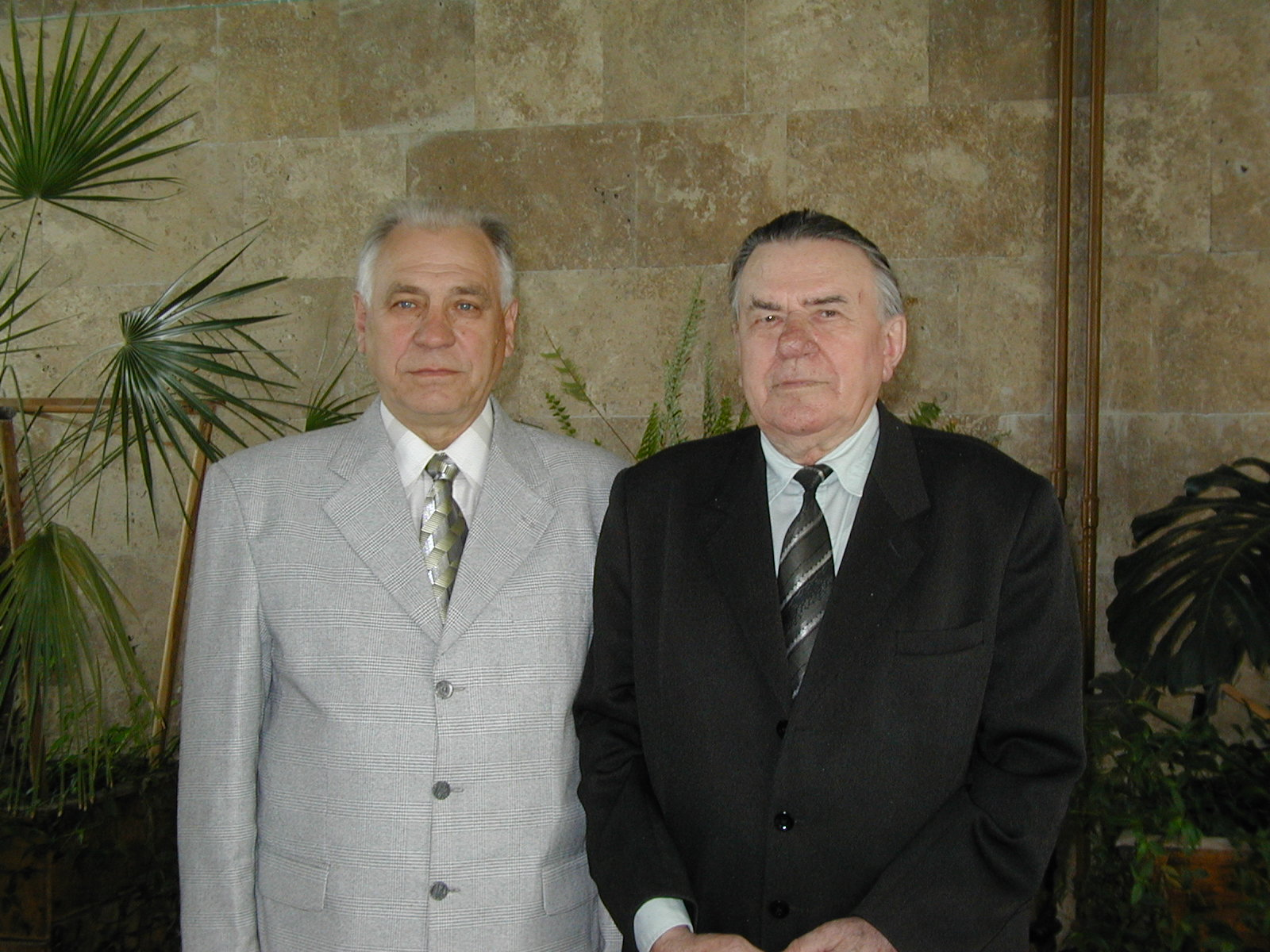
Тихоненко Дмитро Григорович і Лактіонов Микола Ілліч на кафедрі ґрунтознавства Харківського національного аграрного університету імені В. В. Докучаєва (нині Державного біотехнологічного університету)

29 січня 2019 роки пішов із життя.

## Праці
Дмитро Григорович автор 210 наукових праць , з них 20 підручників і посібників, а також понад півсотні
навчально-методичних розробок і три навчальні
кінофільми з ґрунтознавства. Автор 4-х патентів з ґрунтознавства, провідний науковець, педагог, методист з ґрунтознавства, один з кращих знавців природи і ґрунтів України, підготував трьох докторів і 14 кандидатів сільськогосподарських наук. Науковий напрям робіт: еволюція і класифікація природних і агрогенних ґрунтів України. 

## Відзнаки та нагороди
За значні заслуги в освіті й науці, у громадському житті України професор Д. Г. Тихоненко удостоєний численних нагород.
Серед них стипендія ім. О.Н. Соколовського Харківської облдержадміністрації для визначних учених України і Державна стипендія для видатних діячів науки. Його ім'я занесене до авторитетних видань «Хто є хто в Україні» (2007), «Науковці України - еліта держави» (2017).
- орден «Знак пошани»;
- знак «Петра Могили»;
- орден «Слобожанська слава»;
- почесна грамота Президії Верховної Ради України;
- почесні грамоти Мінагрополітики України;
- золотою медаллю Всеукраїнської виставки за підручник «Ґрунтознавство з основами геології»;
- диплом І ступеня за підручник «Геологія з основами мінералогії» на конкурсі підручників Харківського національного університету ім. В.Н. Каразіна;
- лауреат медалі ім. В. В. Докучаєва до 100-річчя виходу у світ «Русского чернозема».